# Syconoïde

Structure comparée des types : asconoïde (A), syconoïde (B), leuconoïde (C).
1. spongocèle ou atrium 2. oscule 3. tube vibratile ou tube radiaire 4. corbeille vibratile 5. pore inhalant ou ostiole 6. canal inhalant.
Les choanocytes sont figurés en rouge

Le syconoïde est, avec l'asconoïde et le leuconoïde, l'une des trois formes corporelles chez les éponges. L'expression « éponges de type Sycon » (en référence au genre biologique « modèle » Sycon) est aussi utilisée, mais il ne s'agit que d'un critère anatomique ne correspondant pas à une réalité taxinomique. Le plan syconoïde se caractérise par un corps plus épais que chez les asconoïdes, avec comme innovation majeure permettant l'augmentation de la surface des parois, des canaux inhalants et des canaux radiaires, tapissés de choanocytes. Ces canaux débouchent dans le spongocèle, qui, contrairement aux asconoïdes, est tapissé de pinacocytes plutôt que de choanocytes.